# بانک سیاریا
بانک سیاریا (انگلیسی: Bank Syariah) شرکت خدمات مالی و بانکداری اندونزیایی است، که در سال ۲۰۰۲ تأسیس شد.